# Boycho Velichkov
Boycho Velichkov (Sófia, 13 de agosto de 1958) é um ex-futebolista profissional e treinador búlgaro, que atuava como atacante.

## Carreira
Boycho Velichkov fez parte do elenco da Seleção Búlgara de Futebol da Copa do Mundo de 1986 